# Clio (Caroline du Sud)
Pour les articles homonymes, voir Clio (homonymie).
Clio est une ville située dans le comté de Marlboro, dans l’État de Caroline du Sud, aux États-Unis. Lors du recensement de 2020, elle comptait 608 habitants.